# 荒川区
荒川区（あらかわく）は、東京都の区部北東部に位置する特別区。

## 地理

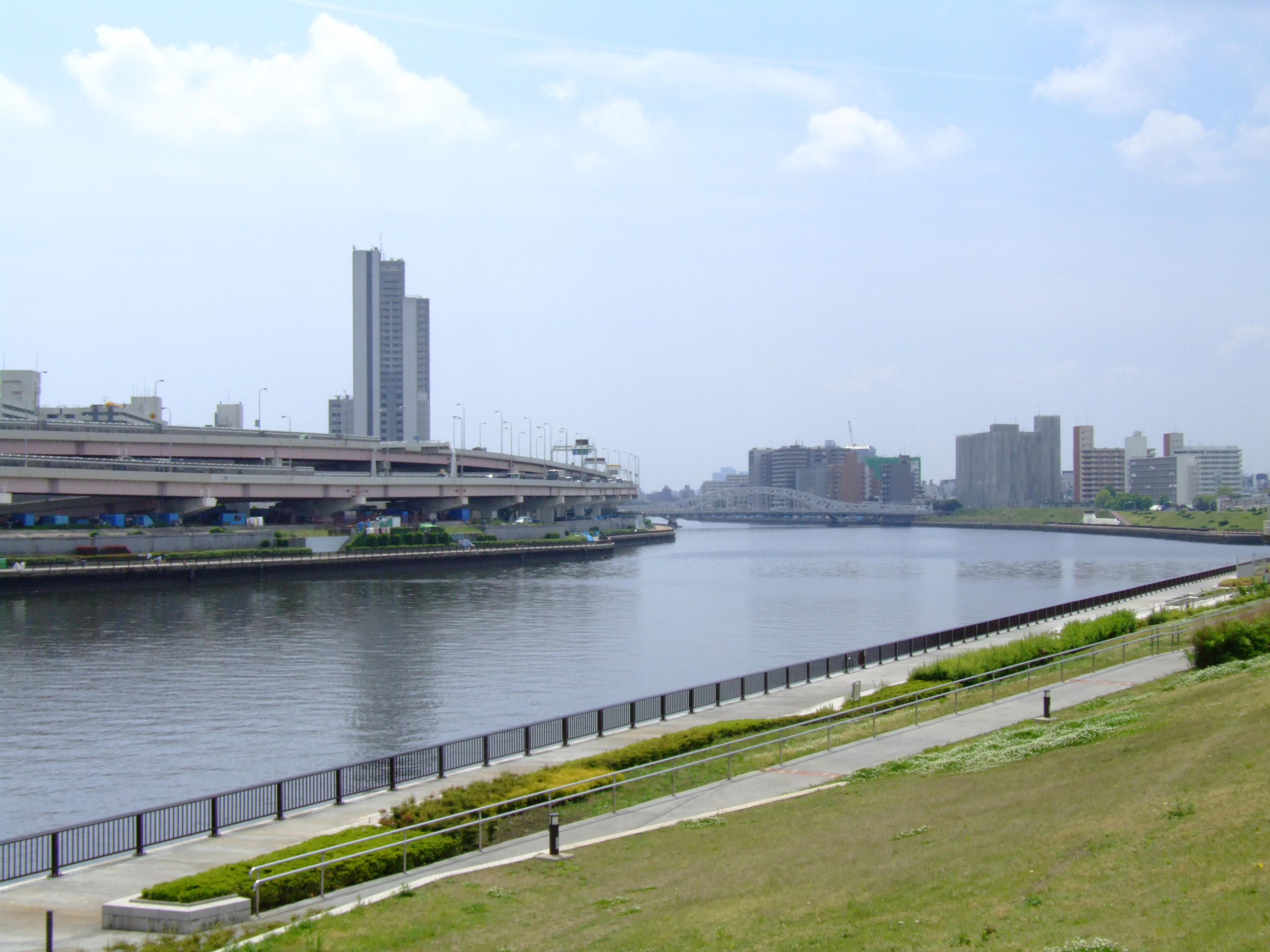
隅田川

東京都の北東部に位置する。東西に細長く、北側の区境は隅田川（河川法施行以前は荒川）に一致する。区内はほぼ低地で平坦であるが、日暮里地区の一部は山手台地となっている。標高は、西日暮里三丁目付近において海抜20.9mの最高位を示すが、大部分は0.0m～3.0mである。
地質は、台地部が関東ローム層などの洪積層、平地部は沖積層から形成されているとみられる。
面積は10.16km2であり、これは東京23区の中で22位である。
荒川と隅田川の関係は歴史の項を参照。

### 河川・橋梁
- 隅田川：小台橋・尾久橋・尾竹橋・千住大橋・千住汐入大橋・水神大橋・白鬚橋

### 隣接自治体
- 文京区・台東区・墨田区・北区・足立区

## 人口
| |                                        |  |
| 荒川区と全国の年齢別人口分布（2005年） | 荒川区の年齢・男女別人口分布（2005年） |  |
| ■紫色 ― 荒川区 ■緑色 ― 日本全国 | ■青色 ― 男性 ■赤色 ― 女性              |  |
| 荒川区（に相当する地域）の人口の推移 \| 1970年（昭和45年） \| 247,013人 \| \| \| 1975年（昭和50年） \| 217,905人 \| \| \| 1980年（昭和55年） \| 198,126人 \| \| \| 1985年（昭和60年） \| 190,061人 \| \| \| 1990年（平成2年） \| 184,809人 \| \| \| 1995年（平成7年） \| 176,886人 \| \| \| 2000年（平成12年） \| 180,468人 \| \| \| 2005年（平成17年） \| 191,207人 \| \| \| 2010年（平成22年） \| 203,296人 \| \| \| 2015年（平成27年） \| 212,264人 \| \| \| 2020年（令和2年） \| 217,475人 \| \| |                                        |  |
| 総務省統計局 国勢調査より |                                        |  |
| 1970年（昭和45年） | 247,013人                              |  |
| 1975年（昭和50年） | 217,905人                              |  |
| 1980年（昭和55年） | 198,126人                              |  |
| 1985年（昭和60年） | 190,061人                              |  |
| 1990年（平成2年） | 184,809人                              |  |
| 1995年（平成7年） | 176,886人                              |  |
| 2000年（平成12年） | 180,468人                              |  |
| 2005年（平成17年） | 191,207人                              |  |
| 2010年（平成22年） | 203,296人                              |  |
| 2015年（平成27年） | 212,264人                              |  |
| 2020年（令和2年） | 217,475人                              |  |

2005年に夜間人口（居住者）は191,163人であるが、昼間人口（区外からの通勤者と通学生および居住者のうちの区内に昼間残留する人口の合計）は184,021人で、昼間人口は夜間人口の0.963倍の人口になる。通勤者で見ると区内から区外への通勤者は152,183人、区外から区内への通勤者は47,835人となっている。他の区に比べると昼夜間人口の変動は少なめである（東京都編集『東京都の昼間人口2005』平成20年発行136 - 137ページ。国勢調査では年齢不詳のものが東京都だけで16万人いる。上のグラフには年齢不詳のものを含め、昼夜間人口に関しては年齢不詳の人物は数字に入っていないので数字の間に誤差は生じる）。

## 歴史
江戸時代は農村だったが、明治時代から荒川の水を使うために多くの工場が建設され、工業化が進んだ。
また現在の南千住駅の西に江戸の三大刑場の一つ、小塚原刑場があった。
1932年10月1日、東京市域拡張に伴い、北豊島郡南千住町・三河島町・尾久町・日暮里町が東京市へ編入、4町の区域をもって東京市荒川区が発足。区の発足から1945年ごろまで、東京市内で最も人口の多い区であった（当時の人口はおよそ28〜32万人）。
1947年5月3日、地方自治法が施行され、荒川区は特別区となった。
1950年10月1日に「荒川区歌」が制定されているが、1982年に区制50周年を記念して区民の歌「あらかわ 〜そして未来へ」が作成されて以降はもっぱら後者のみが演奏されるようになっている。
現在は工場跡地を活用した大規模な再開発や公園整備が行われている。特に南千住地区の再開発は延面積で東京都第1位の再開発規模である。これに伴い、大規模なマンションの建設ラッシュが続いているため、ファミリー層を中心とした人口流入が見られる。1990年代まで減少していた区全体の人口も増加に転じた。加えて、地価も急上昇し、近年の住宅地地価の上昇率は東京都第1位となっている。

### 区名の由来
河川名の「荒川」を由来とする。1965年（昭和40年）3月24日に河川法制定に伴い荒川放水路が荒川本流となる前は、現在の隅田川が荒川本流であった（白鬚橋の上流、南千住で大きく蛇行する屈曲部から下流が俗称として「隅田川」と呼ばれていた）。河川法によって岩淵水門から下流部の荒川支流がすべて正式に隅田川と呼ぶようになった結果、区内から荒川が流れる地域は完全になくなったが、区名の変更はされていない。
なお、当初東京市では区役所設置予定地を区名として採用することを原則としていたことで、旧三河島町が区役所設置予定地であったことから「三河島区（）」が最初の区名原案だった。

## 町名
区内の町丁の数は52で、これは東京都区部（東京23区）の中で最も少ない。
町名
- 町屋（）
- 荒川（）
- 西尾久（）
- 西日暮里（）
- 東尾久（）
- 東日暮里（）
- 南千住（）

地域名
- 尾久：西尾久・東尾久の総称
- 日暮里：西日暮里・東日暮里の総称

住居表示の実施は区内全域で完了している。以下は住居表示実施後の町名と、当該住居表示実施直前の旧町名の一覧である。旧町名の後に「（全）」と注記したもの以外は当該旧町域の一部である。

### 荒川区役所区民課管内
| 町名           | 住居表示実施年月日 | 住居表示実施直前町名                                          | 備考                                                                                                |
| -------------- | ------------------ | ------------------------------------------------------------- | --------------------------------------------------------------------------------------------------- |
| 荒川一丁目     | 1968年3月1日       | 荒川1〜8（全）                                                | 町名成立は1961年、直前は三河島町2（全）、三河島町1・3〜9、（旧）町屋1・2                            |
| 荒川二丁目     | 1968年3月1日       | 荒川1〜8（全）                                                | 町名成立は1961年、直前は三河島町2（全）、三河島町1・3〜9、（旧）町屋1・2                            |
| 荒川三丁目     | 1968年3月1日       | 荒川1〜8（全）                                                | 町名成立は1961年、直前は三河島町2（全）、三河島町1・3〜9、（旧）町屋1・2                            |
| 荒川四丁目     | 1968年3月1日       | 荒川1〜8（全）                                                | 町名成立は1961年、直前は三河島町2（全）、三河島町1・3〜9、（旧）町屋1・2                            |
| 荒川五丁目     | 1968年3月1日       | 荒川1〜8（全）                                                | 町名成立は1961年、直前は三河島町2（全）、三河島町1・3〜9、（旧）町屋1・2                            |
| 荒川六丁目     | 1968年3月1日       | 荒川1〜8（全）                                                | 町名成立は1961年、直前は三河島町2（全）、三河島町1・3〜9、（旧）町屋1・2                            |
| 荒川七丁目     | 1968年3月1日       | 荒川1〜8（全）                                                | 町名成立は1961年、直前は三河島町2（全）、三河島町1・3〜9、（旧）町屋1・2                            |
| 荒川八丁目     | 1968年3月1日       | 荒川1〜8（全）                                                | 町名成立は1961年、直前は三河島町2（全）、三河島町1・3〜9、（旧）町屋1・2                            |
| 西尾久一丁目   | 1964年7月1日       | 尾久町5〜7（全）、尾久町3・4・8                               | |
| 西尾久二丁目   | 1964年7月1日       | 尾久町5〜7（全）、尾久町3・4・8                               | |
| 西尾久三丁目   | 1964年7月1日       | 尾久町5〜7（全）、尾久町3・4・8                               | |
| 西尾久四丁目   | 1964年7月1日       | 尾久町5〜7（全）、尾久町3・4・8                               | |
| 西尾久五丁目   | 1964年7月1日       | 尾久町5〜7（全）、尾久町3・4・8                               | |
| 西尾久六丁目   | 1964年7月1日       | 尾久町5〜7（全）、尾久町3・4・8                               | |
| 西尾久七丁目   | 1964年7月1日       | 尾久町5〜7（全）、尾久町3・4・8                               | |
| 西尾久八丁目   | 1964年7月1日       | 尾久町5〜7（全）、尾久町3・4・8                               | |
| 西日暮里一丁目 | 1963年3月1日       | 日暮里町6・8・9（全）、日暮里町4・5・7、三河島町4〜6、尾久町2 | |
| 西日暮里二丁目 | 1963年3月1日       | 日暮里町6・8・9（全）、日暮里町4・5・7、三河島町4〜6、尾久町2 | |
| 西日暮里三丁目 | 1963年3月1日       | 日暮里町6・8・9（全）、日暮里町4・5・7、三河島町4〜6、尾久町2 | |
| 西日暮里四丁目 | 1963年3月1日       | 日暮里町6・8・9（全）、日暮里町4・5・7、三河島町4〜6、尾久町2 | |
| 西日暮里五丁目 | 1963年3月1日       | 日暮里町6・8・9（全）、日暮里町4・5・7、三河島町4〜6、尾久町2 | |
| 西日暮里六丁目 | 1963年3月1日       | 日暮里町6・8・9（全）、日暮里町4・5・7、三河島町4〜6、尾久町2 | |
| 東尾久一丁目   | 1964年7月1日       | 尾久町1〜4・8〜10、三河島町6、日暮里町7、町屋2                | |
| 東尾久二丁目   | 1964年7月1日       | 尾久町1〜4・8〜10、三河島町6、日暮里町7、町屋2                | |
| 東尾久三丁目   | 1964年7月1日       | 尾久町1〜4・8〜10、三河島町6、日暮里町7、町屋2                | |
| 東尾久四丁目   | 1964年7月1日       | 尾久町1〜4・8〜10、三河島町6、日暮里町7、町屋2                | |
| 東尾久五丁目   | 1964年7月1日       | 尾久町1〜4・8〜10、三河島町6、日暮里町7、町屋2                | |
| 東尾久六丁目   | 1964年7月1日       | 尾久町1〜4・8〜10、三河島町6、日暮里町7、町屋2                | |
| 東尾久七丁目   | 1964年7月1日       | 尾久町1〜4・8〜10、三河島町6、日暮里町7、町屋2                | |
| 東尾久八丁目   | 1964年7月1日       | 尾久町1〜4・8〜10、三河島町6、日暮里町7、町屋2                | |
| 東日暮里一丁目 | 1963年3月1日       | 日暮里町1〜3（全）、日暮里町4・5、南千住町1、三河島町1・3・4  | |
| 東日暮里二丁目 | 1963年3月1日       | 日暮里町1〜3（全）、日暮里町4・5、南千住町1、三河島町1・3・4  | |
| 東日暮里三丁目 | 1963年3月1日       | 日暮里町1〜3（全）、日暮里町4・5、南千住町1、三河島町1・3・4  | |
| 東日暮里四丁目 | 1963年3月1日       | 日暮里町1〜3（全）、日暮里町4・5、南千住町1、三河島町1・3・4  | |
| 東日暮里五丁目 | 1963年3月1日       | 日暮里町1〜3（全）、日暮里町4・5、南千住町1、三河島町1・3・4  | |
| 東日暮里六丁目 | 1963年3月1日       | 日暮里町1〜3（全）、日暮里町4・5、南千住町1、三河島町1・3・4  | |
| 町屋一丁目     | 1963年6月1日       | 町屋1〜8（全）                                                | 町屋一〜八丁目の成立は1962年、直前は（旧）町屋3（全）、（旧）町屋1・2、三河島町7〜9、尾久町1・9・10 |
| 町屋二丁目     | 1963年6月1日       | 町屋1〜8（全）                                                | 町屋一〜八丁目の成立は1962年、直前は（旧）町屋3（全）、（旧）町屋1・2、三河島町7〜9、尾久町1・9・10 |
| 町屋三丁目     | 1963年6月1日       | 町屋1〜8（全）                                                | 町屋一〜八丁目の成立は1962年、直前は（旧）町屋3（全）、（旧）町屋1・2、三河島町7〜9、尾久町1・9・10 |
| 町屋四丁目     | 1963年6月1日       | 町屋1〜8（全）                                                | 町屋一〜八丁目の成立は1962年、直前は（旧）町屋3（全）、（旧）町屋1・2、三河島町7〜9、尾久町1・9・10 |
| 町屋五丁目     | 1963年6月1日       | 町屋1〜8（全）                                                | 町屋一〜八丁目の成立は1962年、直前は（旧）町屋3（全）、（旧）町屋1・2、三河島町7〜9、尾久町1・9・10 |
| 町屋六丁目     | 1963年6月1日       | 町屋1〜8（全）                                                | 町屋一〜八丁目の成立は1962年、直前は（旧）町屋3（全）、（旧）町屋1・2、三河島町7〜9、尾久町1・9・10 |
| 町屋七丁目     | 1963年6月1日       | 町屋1〜8（全）                                                | 町屋一〜八丁目の成立は1962年、直前は（旧）町屋3（全）、（旧）町屋1・2、三河島町7〜9、尾久町1・9・10 |
| 町屋八丁目     | 1963年6月1日       | 町屋1〜8（全）                                                | 町屋一〜八丁目の成立は1962年、直前は（旧）町屋3（全）、（旧）町屋1・2、三河島町7〜9、尾久町1・9・10 |
| 南千住一丁目   | 1967年5月1日       | 南千住町2〜10（全）、南千住町1                                | |
| 南千住二丁目   | 1967年5月1日       | 南千住町2〜10（全）、南千住町1                                | |
| 南千住三丁目   | 1967年5月1日       | 南千住町2〜10（全）、南千住町1                                | |
| 南千住四丁目   | 1967年5月1日       | 南千住町2〜10（全）、南千住町1                                | |
| 南千住五丁目   | 1967年5月1日       | 南千住町2〜10（全）、南千住町1                                | |
| 南千住六丁目   | 1967年5月1日       | 南千住町2〜10（全）、南千住町1                                | |
| 南千住七丁目   | 1967年5月1日       | 南千住町2〜10（全）、南千住町1                                | |
| 南千住八丁目   | 1967年5月1日       | 南千住町2〜10（全）、南千住町1                                | |

## 地域

### ファッションの街「日暮里繊維街」
生地織物に関する多くの店舗が連なる。様々な服飾関係品が揃うことから「ニポカジ」とも称される。

### ナンバープレート
足立ナンバー（東京運輸支局）を割り当てられており、『23区東部』の地域と一致する。

### メディア
- 地域放送（東京ケーブルネットワーク）
- あらかわ区報、あらかわ区報Jr.
- 荒川区タウン（e-まちタウンのウェブサイト）
- 荒川区メールマガジン

## 行政

### 区長
- 区長：滝口学（）（1期目）
- 任期：2024年（令和6年）11月14日〜2028年（令和10年）11月13日[7]

### 歴代区長
- 田中国男（） 1947年〜1951年
- 村上勇三郎（） 1951年〜1970年
- 国井郡弥（） 1970年〜1979年
- 町田健彦（） 1979年〜1989年
- 藤枝和博（） 1989年〜2001年
- 藤沢志光（） 2001年〜2004年
- 西川太一郎（） 2004年〜2024年
- 滝口学（） 2024年〜

### 環境への取り組み
第6回持続可能な地域社会をつくる日本の環境首都コンテストに参加。

### 復活！あらかわの伝統野菜プロジェクト
江戸時代に特産であった、三河島菜、汐入大根の生産を試みている。

### 財政状況
財政需要に対する交付金の割合が60%台後半と高くなっている（交付額では23区中11位）。

### 防災
区画整理が行われた一部地域を除いて、市街地の多くは、その自然発展的過程のままに木造住宅が密集し、建物密度も高く、防災性能の面で課題がある。そのため区では、広域避難場所や道路の整備を進めるとともに、不燃化の促進や耐震性の向上への支援を実施している。しかし2022年に東京都都市整備局が発表した「地震に関する地域危険度測定調査（第9回）」では、都内の5,192町丁目の中で荒川区荒川六丁目が総合危険度ワースト1位、荒川区町屋四丁目が2位である。
区内には下記の防災施設・設備がある。
- 東京都災害拠点病院 - 478床
- 避難所数 - 61ヵ所
- 避難所収容人員 - 118,016人
- 給水拠点確保水量 - 34,800m3
- 屋外拡声器 - 104ヵ所
- 備蓄倉庫数 - 40ヵ所
- 街頭消火器 - 約4,700本
- 消防ポンプ車数 - 18台
- 救急車数 - 6台

### 諸問題
- 出産一時金42万円など健康保険の中国籍など外国人による乱用問題（2017年）[9]

### 自治体ランキング
毎年、日経BP社などで行われる全国自治体ランキングでは、行政サービス部門においてトップクラスにランクされることが多い。
2008年（平成20年）度は情報化分野および教育分野において、東京都区部どころか全国すべての市区町村で1位、子育て環境分野では全国2位となっている。
2015年（平成27年）度も共働き子育てしやすい街ランキングで全国1位となった。

### 交流自治体

#### 国内
- 広尾郡広尾町（ 北海道）
- つがる市（ 青森県）
- 釜石市（ 岩手県）※
- 最上郡鮭川村（ 山形県）※
- 米沢市（ 山形県）
- 最上郡真室川町（ 山形県）
- 福島市（ 福島県）※
- 伊達郡桑折町（ 福島県）※
- 二本松市（ 福島県）- 旧安達郡東和町より
- 石川郡石川町（ 福島県）※
- 田村郡小野町（ 福島県）
- 潮来市（ 茨城県）
- つくば市（ 茨城県）※
- 秩父市（ 埼玉県）- 旧秩父郡荒川村より※
- 夷隅郡大多喜町（ 千葉県）※
- 鴨川市（ 千葉県）※
- 成田市（ 千葉県）
- 印西市（ 千葉県）
- 上越市（ 新潟県）- 旧中頚城郡吉川町より※
- 村上市（ 新潟県）- 旧岩船郡荒川町より
- 佐渡市（ 新潟県）-
- 中魚沼郡津南町（ 新潟県）
- 三条市（ 新潟県）
- 射水市（ 富山県）- 旧射水郡下村より
- 福井県
- 北杜市（ 山梨県）- 旧北巨摩郡高根町より
- 南アルプス市（ 山梨県）
- 大垣市（ 岐阜県）※

- 日高郡みなべ町（ 和歌山県）

※は災害時相互応援協定

#### 海外
- ウィーン市ドナウシュタット区 （ オーストリア）
- オレゴン州コーバリス市（ アメリカ合衆国）
- 大連市中山区（ 中国遼寧省）
- 済州市（ 韓国済州道）

### シンボルキャラクター
- あら坊、あらみぃ

## 議会

### 都議会
2021年東京都議会議員選挙
- 選挙区：荒川区選挙区
- 定数：2人
- 任期：2021年7月23日 - 2025年7月22日
- 投票日：2021年7月4日
- 当日有権者数：168,970人
- 投票率：43.10％

| 候補者名 | 当落 | 年齢 | 党派名             | 新旧別 | 得票数   | 備考               |
| -------- | ---- | ---- | ------------------ | ------ | -------- | ------------------ |
| 慶野信一 | 当   | 45   | 公明党             | 現     | 19,493票 |                    |
| 滝口学   | 当   | 50   | 都民ファーストの会 | 現     | 17,138票 | 2024年9月9日に辞職 |
| 崎山知尚 | 落   | 55   | 自由民主党         | 元     | 14,249票 |                    |
| 鈴木賢一 | 落   | 59   | 日本共産党         | 新     | 11,885票 |                    |
| 山川裕菜 | 落   | 37   | 無所属             | 新     | 5,023票  |                    |
| 山本剛   | 落   | 43   | 諸派               | 新     | 3,789票  |                    |

### 衆議院
- 選挙区：東京29区（荒川区、足立区の一部）
- 投票日：2024年10月27日
- 当日有権者数：355,382人
- 投票率：53.01％

| 当落 | 候補者名   | 年齢 | 所属党派     | 新旧別 | 得票数   | 重複 |
| ---- | ---------- | ---- | ------------ | ------ | -------- | ---- |
| 当   | 岡本三成   | 59   | 公明党       | 前     | 60,100票 |      |
|      | 木村剛司   | 53   | 立憲民主党   | 元     | 47,996票 | ○    |
|      | 樽井良和   | 57   | 国民民主党   | 元     | 31,367票 | ○    |
|      | 海老澤由紀 | 50   | 日本維新の会 | 新     | 24,107票 | ○    |
|      | 鈴木賢一   | 63   | 日本共産党   | 新     | 17,325票 |      |

## 教育

### 大学及び高等専門学校
- 東京都立大学 荒川キャンパス
- 東京都立産業技術高等専門学校 荒川キャンパス

### 専修学校
| 学校区分                   | 学校名                           | 設立区分 | 住所            |
| -------------------------- | -------------------------------- | -------- | --------------- |
| 専修学校（衛生）           | 国際理容美容専門学校             | 私立     | 東日暮里5-17-12 |
| 専修学校（衛生）           | 日本医療整体学院                 | 私立     | 東日暮里5-17-12 |
| 専修学校（衛生）           | 太陽歯科衛生士専門学校           | 私立     | 西日暮里2-22-1  |
| 専修学校（医療）           | 日本総合医療専門学校             | 私立     | 東日暮里6-25-13 |
| 専修学校（医療）           | 中央医療学園専門学校             | 私立     | 荒川1-41-10     |
| 専修学校（服飾・家政）     | 東京ニットファッションアカデミー | 私立     | 西日暮里4-21-2  |
| 専修学校（教育・社会福祉） | 道灌山学園保育福祉専門学校       | 私立     | 西日暮里4-7-15  |

### 高等学校
| 高等学校名       | 設立区分 | 住所           |
| ---------------- | -------- | -------------- |
| 開成高等学校     | 私立     | 西日暮里4-2-4  |
| 北豊島高等学校   | 私立     | 東尾久6-34-24  |
| 荒川工科高等学校 | 都立     | 南千住6-42-1   |
| 竹台高等学校     | 都立     | 東日暮里5-14-1 |

### 中学校
| 中学校名         | 設立区分 | 住所           |
| ---------------- | -------- | -------------- |
| 第一中学校       | 区立     | 荒川1-30-1     |
| 第三中学校       | 区立     | 南千住8-10-1   |
| 第四中学校       | 区立     | 荒川6-57-1     |
| 第五中学校       | 区立     | 町屋1-37-16    |
| 第七中学校       | 区立     | 西尾久4-30-28  |
| 第九中学校       | 区立     | 東尾久2-23-5   |
| 尾久八幡中学校   | 区立     | 西尾久3-13-1   |
| 南千住第二中学校 | 区立     | 南千住7-25-1   |
| 原中学校         | 区立     | 町屋5-12-6     |
| 諏訪台中学校     | 区立     | 西日暮里2-36-8 |
| 開成中学校       | 私立     | 西日暮里4-2-4  |
| 北豊島中学校     | 私立     | 東尾久6-34-24  |

### 小学校
| 学校名           | 設立区分 | 住所            |
| ---------------- | -------- | --------------- |
| 瑞光小学校       | 区立     | 南千住1-51-1    |
| 第二瑞光小学校   | 区立     | 南千住5-8-1     |
| 第三瑞光小学校   | 区立     | 南千住7-9-1     |
| 汐入東小学校     | 区立     | 南千住8-9-3     |
| 汐入小学校       | 区立     | 南千住8-2-3     |
| 第六瑞光小学校   | 区立     | 南千住1-4-11    |
| 峡田小学校       | 区立     | 荒川3-77-1      |
| 第二峡田小学校   | 区立     | 荒川2-30-1      |
| 第三峡田小学校   | 区立     | 荒川1-43-1      |
| 第四峡田小学校   | 区立     | 町屋2-11-6      |
| 第五峡田小学校   | 区立     | 町屋3-17-24     |
| 第七峡田小学校   | 区立     | 町屋8-19-12     |
| 第九峡田小学校   | 区立     | 荒川6-8-1       |
| 尾久小学校       | 区立     | 東尾久5-6-7     |
| 尾久西小学校     | 区立     | 西尾久5-27-12   |
| 尾久第六小学校   | 区立     | 西尾久8-26-9    |
| 赤土小学校       | 区立     | 東尾久2-43-9    |
| 大門小学校       | 区立     | 町屋4-27-8      |
| 尾久宮前小学校   | 区立     | 西尾久1-4-17    |
| 第一日暮里小学校 | 区立     | 西日暮里3-7-15  |
| 第二日暮里小学校 | 区立     | 東日暮里5-2-1   |
| 第三日暮里小学校 | 区立     | 東日暮里3-10-17 |
| 第六日暮里小学校 | 区立     | 西日暮里6-35-16 |
| ひぐらし小学校   | 区立     | 西日暮里2-32-5  |

### 各種学校
| 学校区分   | 学校名                        | 住所          |
| ---------- | ----------------------------- | ------------- |
| 外国人学校 | 東京朝鮮第1幼初中級学校中級部 | 東日暮里3-8-5 |
| 外国人学校 | 東京朝鮮第1幼初中級学校初級部 | 東日暮里3-8-5 |

## 公共機関

### 警察

#### 警察署
| 警察署名     | 郵便番号 | 住所          | 管轄地域                                                                               |
| ------------ | -------- | ------------- | -------------------------------------------------------------------------------------- |
| 荒川警察署   | 116-0002 | 荒川3-1-2     | 荒川、東日暮里1丁目（1-8番、14番、17番を除く）、 2-6丁目、西日暮里、町屋1-4丁目、8丁目 |
| 尾久警察署   | 116-0011 | 西尾久3-8-5   | 東尾久、西尾久、町屋                                                                   |
| 南千住警察署 | 116-0003 | 南千住6-45-43 | 南千住、東日暮里1丁目（1-8番、14番、17番）                                             |

#### 交番
| 本署         | 交番名                 | 郵便番号 | 住所           | 管轄地域 |
| ------------ | ---------------------- | -------- | -------------- | --- |
| 荒川警察署   | 荒木田交番             | 116-0001 | 町屋6-1-16     | 町屋1丁目34〜38、町屋3丁目8〜31、 町屋4丁目20、32〜33 |
| 荒川警察署   | 町屋交番               | 116-0001 | 町屋1-1-5      | 町屋1丁目1〜33、町屋2丁目1〜15、町屋3丁目1〜7、 町屋4丁目1・2・15・17〜19・22、町屋8丁目1・2・7〜11、 荒川6丁目4〜10・16〜26・31〜40・43〜45・60〜69、 荒川7丁目1〜26・30・37〜50 |
| 荒川警察署   | 町屋二丁目交番         | 116-0001 | 町屋2-20-13    | 町屋2丁目16〜23、 町屋4丁目3〜14・16・21・23〜31・34・〜36、 荒川6丁目41〜42・70                                                                                                  |
| 荒川警察署   | 町屋五丁目交番         | 116-0001 | 町屋5-1-1      | 荒川1丁目1〜34、荒川2丁目1〜59、荒川4丁目1〜56、 荒川5丁目1〜12、荒川7丁目1〜50、荒川8丁目1〜34                                                                                   |
| 荒川警察署   | 峡田交番               | 116-0002 | 荒川2-27-2     | 荒川2丁目11〜18・23〜29・34〜59、 荒川4丁目45〜46・53〜56、荒川8丁目全域 |
| 荒川警察署   | 三河島駅前交番         | 116-0014 | 西日暮里1-6-8  | 荒川1丁目49〜54・58、荒川3丁目全域 東日暮里3丁目2・13〜18・36〜41 東日暮里6丁目1〜8・21〜27・32〜34・37・39・40 西日暮里1丁目2〜13・19〜27                                        |
| 荒川警察署   | 日暮里本通り交番       | 116-0013 | 東日暮里5-6-1  | 東日暮里4丁目全域 東日暮里5丁目1〜14・19〜20・22〜23、 東日暮里6丁目9〜20 |
| 荒川警察署   | 東日暮里交番           | 116-0013 | 東日暮里2-27-3 | 東日暮里1丁目9〜13・15〜16・18〜42 東日暮里2丁目全域、東日暮里3丁目1・3〜12 |
| 荒川警察署   | 西日暮里六丁目交番     | 116-0012 | 西日暮里6-5-7  | 東日暮里6丁目28〜31・35〜36、 西日暮里1丁目1・14〜18・28〜62、 西日暮里2丁目1〜4・33〜36・42〜43、 西日暮里6丁目1〜34                                                             |
| 荒川警察署   | 日暮里駅前交番         | 116-0012 | 西日暮里2-19-1 | 東日暮里5丁目15〜18・21・24〜55、 東日暮里6丁目38・41〜60、 西日暮里2丁目5〜32・37〜41・44〜58                                                                                    |
| 荒川警察署   | 西日暮里駅前交番       | 116-0012 | 西日暮里3-5-1  | 西日暮里3丁目全域、西日暮里4丁目全域 西日暮里5丁目全域、西日暮里6丁目35〜69 |
| 尾久警察署   | 熊野前交番             | 116-0014 | 東尾久8-1-1    | 東尾久6・7・8丁目、西尾久3丁目 |
| 尾久警察署   | 尾竹橋交番             | 116-0001 | 町屋7-4-5      | 町屋5・6・7丁目 |
| 尾久警察署   | 赤土交番               | 116-0014 | 東尾久4-11-14  | 東尾久1・2・3・4丁目 |
| 尾久警察署   | 西尾久交番             | 116-0013 | 西尾久1-20-12  | 東尾久5丁目、西尾久1・2・4丁目 |
| 尾久警察署   | 荒川遊園前交番         | 116-0013 | 西尾久7-4      | 西尾久5・6・7・8丁目 |
| 南千住警察署 | 南千住駅東口交番       | 116-0003 | 南千住4-1-2    | 南千住2-34、南千住4丁目2〜6、南千住5丁目全域、 南千住7丁目1〜17・24〜31 |
| 南千住警察署 | 南千住一丁目交番       | 116-0003 | 南千住1-56-11  | 東日暮里1丁目1〜8・14・17、南千住1丁目全域 |
| 南千住警察署 | 天王前交番             | 116-0003 | 南千住6-60-17  | 南千住6丁目全域、南千住7丁目18〜23・32 |
| 南千住警察署 | 南千住八丁目交番       | 116-0003 | 南千住8-4-6    | 南千住4丁目1・7・8・9番、南千住8丁目全域 |
| 南千住警察署 | 南千住三丁目交番       | 116-0003 | 南千住3-2-10   | 南千住2丁目1〜33、南千住3丁目全域、南千住4丁目1 |
| 南千住警察署 | 南千住地域安全センター | 116-0003 | 南千住3-24-4   | |

### 消防
| 消防署名   | 郵便番号 | 住所         | 管轄地域                         |
| ---------- | -------- | ------------ | -------------------------------- |
| 荒川消防署 | 116-0002 | 荒川2-1-13   | 荒川、東日暮里、南千住、西日暮里 |
| 尾久消防署 | 116-0012 | 東尾久8-44-4 | 東尾久、西尾久、町屋             |

| 本署       | 出張所           | 郵便番号 | 住所           | 管轄地域                           |
| ---------- | ---------------- | -------- | -------------- | ---------------------------------- |
| 荒川消防署 | 音無川消防出張所 | 116-0013 | 西日暮里2-19-9 | 西日暮里2〜5丁目、東日暮里5・6丁目 |
| 荒川消防署 | 日暮里消防出張所 | 116-0014 | 東日暮里3-9-26 | 東日暮里1〜4丁目                   |
| 荒川消防署 | 汐入消防出張所   | 116-0003 | 南千住8-2-4    | 南千住2〜4・8丁目                  |
| 荒川消防署 | 南千住消防出張所 | 116-0003 | 南千住6-59-17  | 南千住1・5〜7丁目                  |
| 尾久消防署 | 尾竹橋消防出張所 | 116-0001 | 町屋6-32-5     |                                    |
| 尾久消防署 | 下尾久消防出張所 | 116-0012 | 東尾久3-5-4    |                                    |

### 郵便

#### 集配郵便局
| 郵便 局名 | 郵便 番号 | 住所      | 郵便        | 郵便        | 郵便 | ゆうゆう窓口 （郵便時間外） | ゆうゆう窓口 （郵便時間外） | ゆうゆう窓口 （郵便時間外） | 貯金 保険   | ATM         | ATM         | ATM         |
| 郵便 局名 | 郵便 番号 | 住所      | 平日        | 土曜        | 休日 | 平日                        | 土曜                        | 休日                        | 平日        | 平日        | 土曜        | 休日        |
| --------- | --------- | --------- | ----------- | ----------- | ---- | --------------------------- | --------------------------- | --------------------------- | ----------- | ----------- | ----------- | ----------- |
| 荒川      | 116 -8799 | 荒川3-2-1 | 9:00 -19:00 | 9:00 -15:00 | 休業 | 7:00-19:00                  | 7:00～18:00                 | 7:00～18:00                 | 9:00～16:00 | 8:00～21:00 | 8:00～21:00 | 8:00～20:00 |

その他の郵便局
- 荒川北町屋郵便局
- 荒川五郵便局
- 荒川汐入郵便局
- 荒川西尾久三郵便局
- 荒川西尾久七郵便局
- 荒川西尾久二郵便局
- 荒川東尾久二郵便局
- 荒川東尾久四郵便局
- 荒川町屋五郵便局
- 荒川町屋郵便局
- 荒川南千住五郵便局
- 荒川南千住郵便局
- 熊野前郵便局
- 西日暮里駅前郵便局
- 西日暮里郵便局
- 日暮里駅前郵便局
- 東日暮里二郵便局
- 東日暮里六郵便局

## 住宅団地
- 都営荒川一丁目アパート（荒川 1-53、1971年）
- 都営荒川七丁目仲道アパート（荒川 7-8、1972 - 1975年）
- 都営荒川八丁目アパート（荒川 8-19、1967年）
- 都営荒川八丁目第2アパート（荒川 8-17、1992年）
- 都営西尾久アパート（西尾久 8-7、1965 - 1966年）
- 都営西尾久四丁目アパート（西尾久 4-6、1973年）
- 都営西尾久八丁目アパート（西尾久 8-10、1979年）
- 都営町屋アパート（町屋 8-16、1964 - 1965年）
- 都営町屋五丁目アパート（町屋 5-7、1966 - 1967年）
- 都営町屋五丁目第2アパート（町屋 5-17、1973 - 1974年）
- 都営町屋五丁目第3アパート（町屋 5-9、1994年）
- 都営町屋七丁目アパート（町屋 7-9、1973 - 1978年）
- 都営町屋六丁目アパート（町屋 6-22、2000 - 2004年）
- 都営町屋六丁目第2アパート（町屋 6-37、1999年）
- 都営東日暮里一丁目アパート（東日暮里 1-17、1970年）
- 都営南千住四丁目アパート（南千住 4-9、1996年）
- 都営南千住二丁目アパート（南千住 2-33、1971年）
- 都営南千住八丁目アパート（南千住 8-4、1987年）
- 都営南千住八丁目第2アパート（南千住 8-11、1987 - 1989年）
- 都営南千住八丁目第3アパート（南千住 8-5、1988年）
- 都営南千住八丁目第4アパート（南千住 8-3、1990 - 1996年）
- 都営南千住八丁目第5アパート（南千住 8-6、1998年）
- 都営南千住六丁目第2アパート（南千住 6-40、1994 - 1996年）

## 交通

### 鉄道
- 区役所最寄り駅：荒川区役所前駅

東日本旅客鉄道（JR東日本）
 山手線
- - 西日暮里駅 - 日暮里駅 -

 京浜東北線
- - 西日暮里駅 - 日暮里駅 -

■常磐線・ 常磐線快速・■上野東京ライン
- - 日暮里駅 - 三河島駅 - 南千住駅 -

※その他、 宇都宮線・高崎線が上野駅 - 尾久駅間で、 東北新幹線が上野駅 - 大宮駅間で当区を通過しているが駅はない。なお「尾久」は荒川区内の地名であるが、宇都宮線・高崎線の尾久駅の所在地は北区昭和町となる。
日本貨物鉄道（JR貨物）
■常磐線貨物支線
- 三河島駅 - 隅田川駅（貨物駅） - 南千住駅

東京都交通局
 都電荒川線（東京さくらトラム）
- 三ノ輪橋停留場 - 荒川一中前停留場 - 荒川区役所前停留場 - 荒川二丁目停留場 - 荒川七丁目停留場 - 町屋駅前停留場 - 町屋二丁目停留場 - 東尾久三丁目停留場 - 熊野前停留場 - 宮ノ前停留場 - 小台停留場 - 荒川遊園地前停留場 - 荒川車庫前停留場 -

 日暮里・舎人ライナー
- 日暮里駅 - 西日暮里駅 - 赤土小学校前駅 - 熊野前駅 -

東京地下鉄（東京メトロ）
 千代田線
- - 西日暮里駅 - 町屋駅 -

 日比谷線
- - 南千住駅 -

※三ノ輪駅は台東区の駅だが、荒川区に近接している。
京成電鉄
 本線
- - 日暮里駅 - 新三河島駅 - 町屋駅 -

首都圏新都市鉄道
 つくばエクスプレス
- - 南千住駅 -

### 路線バス
- 荒川区コミュニティバス
- 都営バス
- 京成バス

### 水上バス
- 東京都公園協会
  - 東京水辺ライン
    - 荒川遊園発着場

### 道路
- 国道4号（日光街道）
- 東京都道58号台東川口線（尾久橋通り）
- 東京都道306号王子千住夢の島線（明治通り）
- 東京都道313号上野尾竹橋線（尾竹橋通り）
- 東京都道314号言問大谷田線（川の手通り）
- 東京都道457号駒込宮地線（道灌山通り）
- 東京都道464号言問橋南千住線（旧日光街道）

首都高速道路および高速自動車国道は通っていない。東京23区で他に首都高が通らない区としては、練馬区がある（練馬区には関越自動車道が通る）。

## 施設

### 文化施設
- ゆいの森あらかわ
- 荒川区中央図書館
- 吉村昭記念文学館
- サンパール荒川（荒川区民会館）
- アクト21
- 日暮里サニーホール
- 荒川区立荒川ふるさと文化館
- 生涯学習センター
- プラネタリウム館
- ムーブ町屋
- 町屋文化センター

- 荒川総合スポーツセンター - かつて同地に東京スタジアムがあり、大毎→東京→ロッテオリオンズが1962年-1972年に本拠地として使用した。しかし親会社・大映の経営破綻により、球場の運営会社も清算、閉鎖された。

ゆいの森あらかわ

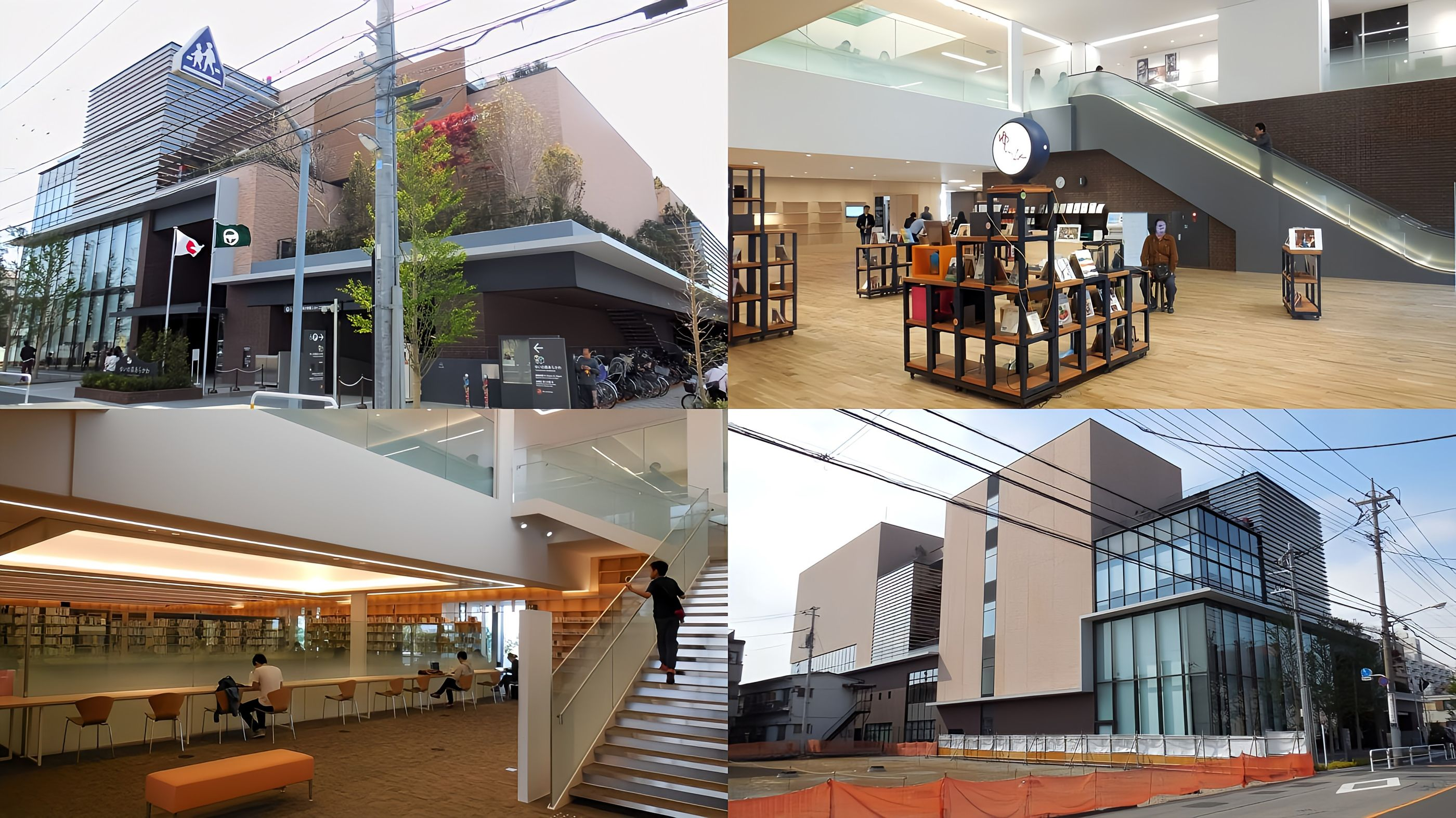
ゆいの森各所(内部に荒川区中央図書館)
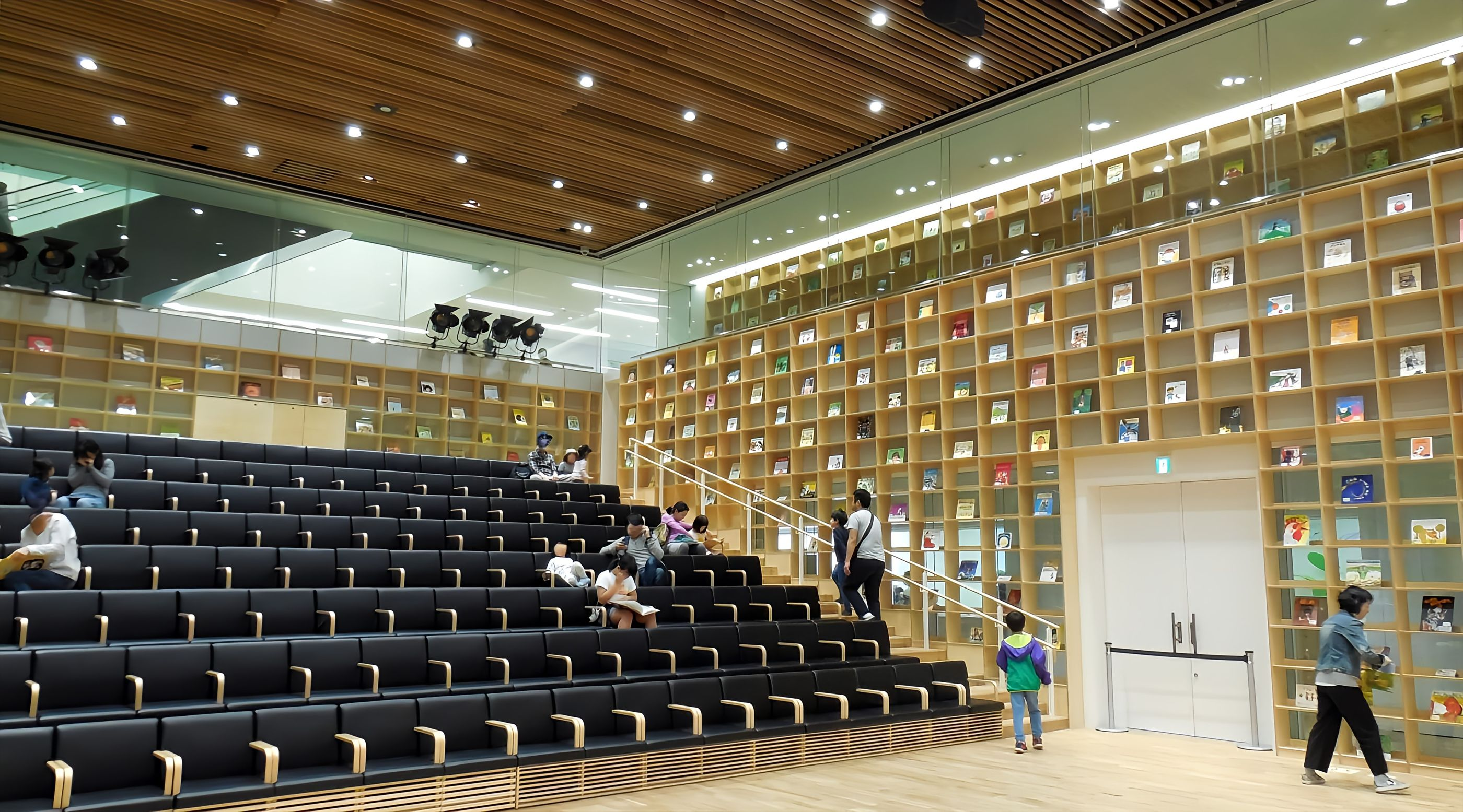
ゆいの森ホール

### 医療機関
現在、当区内にある東京都指定二次救急医療機関は以下の通り。
- 荒木記念リバーサイド病院
- 岡田病院（荒川5-3-1）
- 木村病院（南千住1-1-1）
- 佐藤病院（西尾久5-7-1）

### 公園

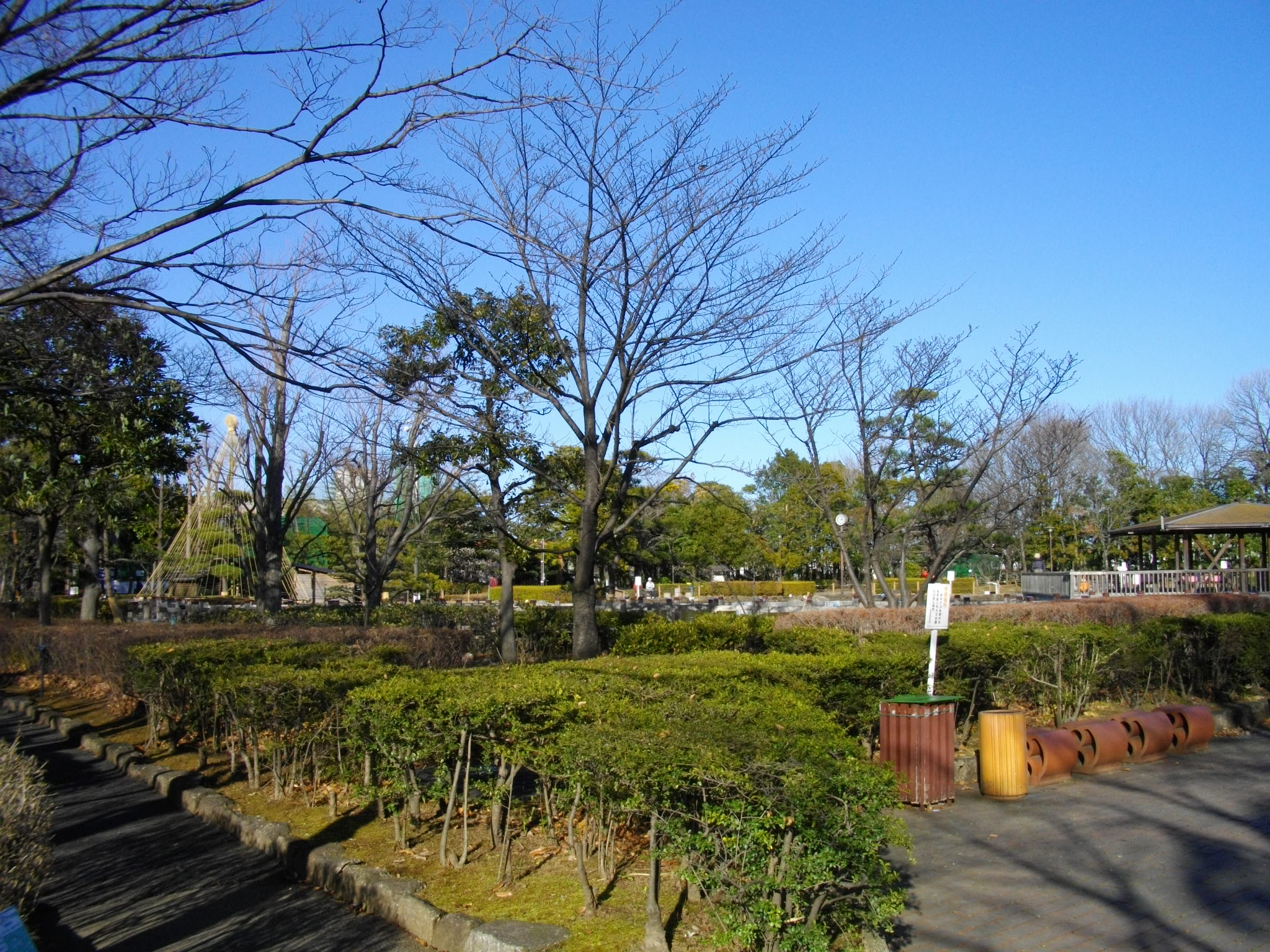
荒川自然公園

公園・児童遊園の総面積は43.38㏊であり、区内では人口1人当たり2.03m2にすぎず、23区の平均1人当たり面積4.33m2、都市公園法施行令に定められている市街地における1人当たり5m2以上の標準面積を、いずれも大幅に下回っている。 
- 尾久の原公園
- 汐入公園
- 荒川自然公園

### 娯楽施設
- あらかわ遊園 - 隅田川沿いに位置

### 宗教施設

#### 神社
- 荒川
  - 稲荷神社
- 町屋
  - 稲荷神社
- 西尾久
  - 尾久八幡神社
- 南千住
  - 胡録神社
  - 素盞雄神社
  - 石浜神社
- 西日暮里
  - 諏方神社
- 東日暮里
  - 猿田彦神社

#### 寺院
- 荒川
  - 真言宗豊山派観音寺
  - 浄土宗浄正寺
  - 浄土真宗本願寺派真昌寺
  - 真宗大谷派大聖寺
  - 臨済宗妙心寺派泊船軒
  - 福龍寺
  - 浄土宗法界寺
- 町屋
  - 真宗大谷派光明寺
  - 真言宗豊山派慈眼寺
  - 真言宗智山派龍福寺
- 西尾久
  - 曹洞宗碩運寺
  - 曹洞宗大林院
  - 真言宗霊雲寺派地蔵寺
  - 長谷寺
  - 新義真言宗宝蔵院
- 東尾久
  - 真言宗豊山派阿遮院
  - 真言宗豊山派華蔵院
  - 金相寺
  - 浄善寺
  - 浄土宗満光寺
- 南千住
  - 曹洞宗円通寺
  - 浄土宗延命寺
  - 浄土宗回向院
  - 浄土宗公春院
  - 浄土宗浄閑寺
  - 曹洞宗真正寺
  - 日蓮宗真養寺
  - 浄土宗西光寺
  - 浄土宗誓願寺
  - 日蓮宗日慶寺
  - 日蓮宗龍延寺
  - 日蓮宗延命院
- 西日暮里
  - 法華宗本門流啓運寺
  - 日蓮宗経王寺
  - 日蓮宗修性院
  - 真言宗豊山派浄光寺
  - 曹洞宗正覚寺
  - 臨済宗妙心寺派青雲寺
  - 臨済宗妙心寺派南泉寺
  - 法華宗陣門流法光寺
  - 日蓮宗本行寺
  - 真言宗豊山派養福寺
- 東日暮里
  - 高野山真言宗円能院
  - 日蓮宗善性寺
  - 浄土真宗本願寺派本清寺
  - 真宗大谷派蓮念寺

#### キリスト教会
- カトリック三河島教会
- カトリック町屋教会
- 日本聖公会神愛教会
- 日本聖公会千住基督教会
- 日本基督教団東京カルバリ教会
- 日本基督教団町屋新生教会
- 日本基督教団荒川教会
- 日本ホーリネス教団尾久キリスト教会
- 日本アッセンブリーズ・オブ・ゴッド教団めぐみ福音キリスト教会
- 日本聖泉基督教会連合荒川聖泉キリスト教会
- 在日大韓基督教会東京希望キリスト教会
- 在日大韓基督教会ハンサラン教会
- 純福音東京教会日暮里教会

## 関連する人物

### 荒川区民栄誉賞受賞者
- レパード玉熊（元WBA世界フライ級チャンピオン）平成2年8月31日
- 吉村昭（作家）平成4年5月26日
- 植村和童（書道家）平成8年5月30日
- 北島康介（アジア大会優勝）平成14年10月11日
- 松本源之助（江戸里神楽土師流四代目家元）
- 牧野徑太郎（作家）平成18年10月16日
- 山崎敏光（東京大学名誉教授）平成21年11月9日
- 中根喜三郎（江戸和竿師）平成28年3月29日

### 出身有名人

#### 芸能
- 相田周二 - お笑い芸人（三四郎）
- 佐々木厚 - 歌手（アツキヨ）
- 伊集院光 - タレント（西尾久出身）
- 泉政行 - 俳優
- 内海光司 - 俳優、歌手（元光GENJIメンバー）
- 片岡鶴太郎 - タレント・画家
- 桂やまと - 落語家（西尾久出身）
- くまだまさし - お笑い芸人
- 小室等 - フォークシンガー
- 古今亭志ん彌 - 落語家
- 三遊亭円楽 (7代目) - 落語家（父は三遊亭好楽)
- 当銀長太郎 - 俳優
- 橋幸夫 - 歌手
- マービンJr. - お笑い芸人
- 安田義章 - AV男優
- 安藤玉恵 - 女優（西尾久出身）
- 奥菜恵 - 女優（出生は広島市）
- 太田裕美 - 歌手（荒川区生まれ、春日部市育ち）
- 亀井絵里 - 歌手（モーニング娘。第6期メンバー）
- 貫地谷しほり - 女優
- 桜井美春 - タレント・グラビアアイドル
- 瀬音リサ - 元宝塚歌劇団宙組娘役
- 髙橋未来虹（日向坂46）
- 野沢雅子 - 声優
- 原田美枝子 - 女優
- 皆口裕子 - 声優
- 安田成美 - 女優
- 山田邦子　-お笑いタレント （西尾久出身）
- 美空ひばり（女優)

#### 文化
- 阿久戸光晴 - 神学者、聖学院大学第5代学長
- 三遊亭好楽 - 落語家
- 内海桂子 - 漫才師、漫才協会会長
- 一峰大二 - 漫画家
- 飯野賢治 - ゲームクリエイター、実業家
- 藤原カムイ - 漫画家
- 稲田浩司 - 漫画家
- 堀源一郎 - 天文学者
- 吉村昭 - 作家
- だいもん孝之 - 放送作家
- 白石安男 - 東京理科大学教授、医学博士、古武術研究家
- 石川弘義 - 心理学者、成城大学名誉教授
- 冨田均 - エッセイスト
- 井崎脩五郎 - 競馬評論家兼タレント。西尾久出身
- 小松崎茂 - 画家、イラストレーター
- 木村東道 - 書家
- 佐藤晨 - 日本画家
- 中堀正夫 - 撮影監督
- 吉川圭三 - テレビプロデューサー
- 梅澤淳稔 - アニメーション演出家
- 鈴木信吾 - 版画家
- 吉池隆真 - 将棋棋士
- 室岡克彦 - 将棋棋士
- 嶋津輝 - 小説家

#### スポーツ
- 白井義男 - 日本初のプロボクシング世界チャンピオン
- 北島康介 - 水泳選手
- 森田勝 - 登山家
- 吉澤智恵 - バレーボール選手
- 須永英輝 - プロ野球選手
- 鈴木誠也 - プロ野球選手
- 森本稀哲 - プロ野球選手
- 松本高明 - プロ野球選手
- 相馬勝也 - プロ野球選手
- 山﨑康晃 - プロ野球選手
- 山本泰寛 - プロ野球選手
- 伊藤優輔 - プロ野球選手
- ジャガー横田 - 女子プロレスラー、タレント（木下博勝の妻）
- 矢野通 - 男子プロレスラー
- 中舘英二 - JRA騎手
- 山口国男・山口健治 - 競輪選手（兄弟）
- 千代大龍秀政 - 力士
- 鶴美山侑宏 - 力士
- 雷山勇吉 - 力士

#### 政界
- 秋葉忠利 - 政治家（広島市長）

### ゆかりのある人物
- 城戸真亜子 - 洋画家、タレント（名古屋市出身、南千住在住、荒川区観光大使）
- 後藤仁 - 日本画家、アジアの美人画（読売文化センター町屋 講師）
- 三遊亭好楽 - 落語家（豊島区東池袋生まれ、荒川区西日暮里在住）
- レパード玉熊 -元WBA世界フライ級チャンピオン（荒川区民栄誉賞受賞者第一号）、青森県青森市出身、国際ジム（西日暮里）に所属し10年以上荒川区に在住
- なべかずお - お笑いコンビ ビッグボーイズ (北海道出身 荒川区荒川在住)
- AMEMIYA - お笑い芸人 (千葉県佐倉市出身 荒川区荒川在住)
- 芦田愛菜 - 女優 (日暮里地区の小学校出身)

## 荒川区を舞台とする作品
- あずきちゃん - アニメ版において、都電荒川線沿線およびあらかわ遊園が登場。主人公あずきの祖父が住む。
- あしたのジョー - 矢吹丈がボクシングを学んだ丹下のジムは、当区と台東区の区境にある泪橋の橋下にある。
- 巨人の星 - アニメ版において星一徹宛ての郵便物に「荒川区町屋9-16」という宛て先が示されていた。ただし、町屋は8丁目までしかなく、9-16は架空の地。泪橋も飛雄馬親子のランニングシーンに登場する。
- こちら葛飾区亀有公園前派出所 - 本田速人の実家が南千住にある。
- サインはV - 「ここは東京荒川区の…」との記載あり。
- トリック - 主人公の山田奈緒子のアパートが東尾久にある。
- ロス:タイム:ライフ - 第1節・第7節の舞台が当区。
- うぃずりず - 三ノ輪橋駅や都電荒川線が登場。
- 荒川アンダー ザ ブリッジ - 荒川河川敷が作品の舞台となっている。